# Campionati europei di beach volley 2022
I Campionati europei di beach volley 2022 si sono svolti dal 15 al 21 agosto 2022 alla Königsplatz di Monaco di Baviera in Germania all'interno della seconda edizione multisportiva dei Campionati europei.

## Podi

### Uomini
| Evento                     | Oro                                | Argento                                        | Bronzo                                               |
| Torneo maschile (dettagli) | Svezia David Åhman Jonatan Hellvig | Repubblica Ceca Ondrej Perusic David Schweiner | Norvegia Anders Berntsen Mol Christian Sandlie Sorum |

### Donne
| Evento                      | Oro                                          | Argento                             | Bronzo                              |
| Torneo femminile (dettagli) | Lettonia Anastasija Kravčenoka Tīna Graudiņa | Svizzera Nina Brunner Tanja Huberli | Paesi Bassi Katja Stam Raisa Schoon |